# Zhao Ruirui
Zhao Ruirui (chinesisch 赵蕊蕊, Pinyin Zhào Ruǐruǐ; * 8. Oktober 1981 in Nanjing, Jiangsu) ist eine chinesische Volleyballspielerin.
Zhao Ruirui spielte von 2001 bis 2008 in der chinesischen Nationalmannschaft als Mittelblockerin und gewann bei den Olympischen Spielen 2004 in Athen die Goldmedaille und bei den Olympischen Spielen 2008 in Peking die Bronzemedaille. Sie gewann außerdem 2003 den World Grand Prix und den Weltpokal in Japan, bei dem sie als „Beste Angreiferin“ ausgezeichnet wurde. Zhao ist auch mehrfache Asienmeisterin und gewann 2002 die Asienspiele. Sie musste ihre Karriere wegen einiger schwerer Beinverletzungen mehrfach unterbrechen.